# Sulislav

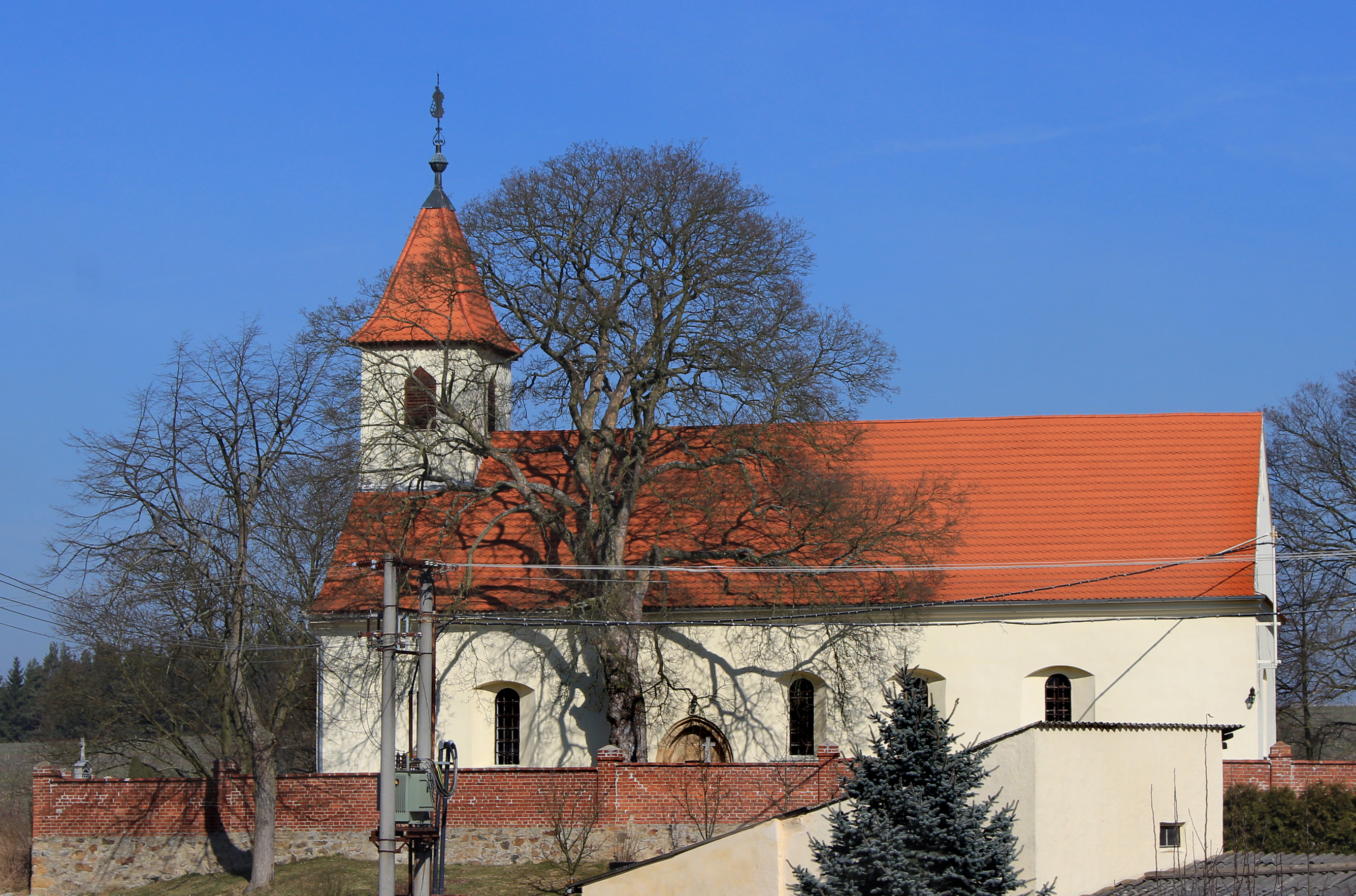
Die Kirche

Sulislav (deutsch Solislau) ist eine Gemeinde mit 220 Einwohnern (Stand: 1. Januar 2023)  in Tschechien. Sie liegt 6 km östlich von Stříbro in einer Höhe von 458 m ü. M.

## Geschichte
Die erste Erwähnung des Ortes stammt aus dem Jahre 1193.
Solislau war zunächst die Wiege zweier Rittergeschlechter; dem ersten gehörten Ulrich 1193, Johann 1197 und Ubislaw von Solislau 1212–1248 an.
Das zweite Solislauer Rittergeschlecht trat mit Johann (Jeschek) von Solislau 1368 hervor, der dann 1378 auch Pfleger und Landrichter in Eger war. Zwar gehörte Solislau 1379 mehreren Besitzern, unter denen Jeschek 1 Mark, ein Zbinko 5 Bierdunge Königssteuer zahlten; aber ersterer besaß auch das jetzt verschwundene Dorf Vracovice in der Gegend von Nedraschitz. Sein ältester Sohn Prkosch wurde schon 1360 Pfarrer in Lhota bei Rokitzan, aber wurde 1362 abgesetzt, weil er sich nicht weihen ließ; 1368 aber gleichwohl Kaplan des jungen Königs Wenzel und Pfarrer in Pischtin bei Frauenberg, kam er 1396 nach Mogolzen bei Bischofteinitz. Die zwei anderen Söhne Jescheks, Johann der Ältere und Johann der Jüngere, unterschieden sich seit 1400 durch die Beinamen Polák bzw. Ptáče; der erste Beiname kehrte dann in der Familie so oft wieder, dass die Johann Polák von Solislau im 15. Jahrhundert nicht immer auseinanderzuhalten sind. Ein Jeschek von Sulislaw zählte 1382 zu den 40 Mitgliedern einer „Hammergilde“ (Brüderschaft) in Prag. Die drei Brüder von Solislau, Pfarrer Prkosch, Johann (genannt Ptáče) sowie Johann (genannt Polák) setzten am 24. Mai 1400 einen Pfarrer Johann in Solislau ein. Nach dem Tode des einen Bruders und des Vaters widmeten Prkosch und Johann Polák am 24. April 1406 der genannten Patronatspfarre reichliche Stiftungen zu Gunsten des Pfarrers und zweier Vikare. Aus den Zuweisungen in den Dörfern Mlinetz bei Klattau, Libějitz bei Retolitz, Wojtieschitz bei Přestitz und Metzling bei Bischofteinitz erkennt sich die Ausbreitung ihres Besitzes, wenn er auch weit zerstreut und namentlich in Solislau zersplittert war. So erscheinen am 10. Juni 1416 neben dem Pfarrer Prkosch von Mogolzen noch die Witwe Herka und deren Söhne Johann Polak II., Budiwoj, Johann und Wenzel, auch noch am 7. Feber 1427 die Mutter Herka, Johann Polak und Johann von Solislau als Patronatsinhaber in Solislau. In Privaturkunden (so 1409 mit einer Stiftung für die Mieser Minoriten) und im öffentlichen Leben traten die Solislauer Ritter öfter hervor. Johann Polak gehörte 1420 zur katholischen Adelspartei Westböhmens. Das Kloster Kladrau verpfändete ihm 1438 Zinse. Johann Polak d. J., 1448–1466 öfter genannt, war noch 1465 Patron in Solislau. Bald darauf verschwand das Geschlecht.
Auf der Feste Solislau saßen dann von 1482–1505 die Ritter von Přestawlk, überliefert sind Wlach 1482–1490, und Racek 1508, von 1505–1575 die Cehnice von Řičan, seit 1505 Johann, seit 1543 Johann und Wilhelm. Als Johann von Řičan kinderlos starb, verkaufte seine Schwester Barbara Bejček von Nespečov, geb. von Řičan am 3. Mai 1575 die Feste Solislau samt Dorf, Meierhof, Kirche und anderes Zugehör um 13.150 Schock Meißner Groschen (bzw. 15.341 Gulden 40 Kreuzer rheinisch) an die Stadt Mies, der nach der Aufhebung des Untertänigkeitsverhältnisses das Kirchenpatronat und ein umfangreicher Waldbesitz verblieben. Der ehemalige Meierhof maß 1180 Joch 824 Quadratklafter, darunter 878 Joch 1094 Quadratklafter Wald und Hutweiden; außerdem gab es noch 354 Joch 298 Quadratklafter Rustikalgründe.
Das Dorf gehörte von 1575 bis 1848 zum Weichbild der Königlichen Stadt Mies, dorthin war es auch gepfarrt. Die Bevölkerung von Solislau bestand etwa je zur Hälfte aus Tschechen und Deutschsprachigen. Im Jahre 1910 betrug der tschechische Bevölkerungsanteil 55,5 %, während 44,5 % deutschsprachig waren. 1939 lebten in dem Ort 267 Menschen.
Zum 1. Juli 1980 wurde Sulislav in die Stadt Stříbro eingemeindet. Seit 24. November 1990 ist sie wieder eine eigenständige Gemeinde.